# Língua curuaia
Curuaia é uma língua da família Mundurucu, do tronco tupi, falada pelos Curuaias. Atualmente a aldeia é composta de uma população jovem que fala o português e conhece palavras soltas da língua materna, até os anos 2000, havia apenas um velho curuaia que falava fluentemente a língua na aldeia, praticamente a língua está extinta. Contudo recentemente, foi feito um estudo sobre a língua, mas ainda não teve início o processo de revitalização de seu uso entre os curuaias.

## Localização e população
A Terra Indígena curuaia, na margem direita do rio Curuá, sub-afluente da bacia do Xingu, era constituída, em 2003, de uma aldeia e quatro agrupamentos familiares. A aldeia Cajueiro era composta de 115 pessoas e possuia 12 residências, posto indígena, escola, posto de saúde, casa de farinha, campo de futebol, depósito, cemitério, roçados familiares e comunitário e um local reservado à Companhia de Pesquisa de Recursos Minerais - CPRM. Um curuaia era contratado para garantir a manutenção do equipamento e para fazer a leitura hidrográfica no nível do rio, a intensidade pluviométrica, além da coleta de outros dados.
Os curuaias que vivem em Altamira vivem junto com outros grupos étnicos também outrora missionados: Juruna, Kayapó, Arara, Xukuru, Karajá, Guarani, Guajajara, Xavante, Kanela e Xipaya. Muitos desses grupos mantém na cidade laços de parentesco desde a época das primeiras incursões colonizadoras. Particularmente, as histórias dos curuaia e dos Xipaya se mesclam em Altamira, havendo uma profusão de inter-casamentos.
Os indígenas em Altamira podem ser encontrados em vários bairros, como Aparecida (18 famílias: 13,04%), Boa Esperança (15 famílias: 10,87%), Independente II (14 famílias: 10,14%), Brasília (10 famílias: 7,25%), Açaizal (8 famílias: 5,80%), São Sebastião (7 famílias: 5,07%), Recreio, Jardim Industrial, Independente I e Centro (6 famílias cada um: 4,35%). A grande maioria deles surgiu no começo do século 21 e tem pouca infraestrutura [dados de 2003].
É comum que os curuaia citadinos tenham relações com seus parentes na TI curuaia, mas geralmente são os aldeados que visitam os parentes na cidade. O tempo de deslocamento da aldeia Cajueiro até Altamira varia de acordo com a estação (seca ou chuvosa) e de acordo com o tipo de embarcação. No verão, uma voadeira de 40 HP leva seis dias no trajeto e no inverno quatro dias. Já um barco de 22 HP leva 17 dias no verão e no inverno dez dias.

## Vocabulário
Vocabulário "curuahé" (curuaia) recolhido por Emilie Snethlage (1913):
| Português                                      | Curuahé                                                |
| ---------------------------------------------- | ------------------------------------------------------ |
| cabeça                                         | uá                                                     |
| cabelo                                         | ualá, walá                                             |
| olho                                           | metá                                                   |
| nariz                                          | onomí                                                  |
| boca                                           | ubí                                                    |
| dente                                          | ómai                                                   |
| orelha                                         | uampí                                                  |
| braço                                          | obá                                                    |
| mão                                            | ubesál                                                 |
| dedo                                           | umamãn                                                 |
| perna                                          | ovál                                                   |
| unha                                           | upumamãn                                               |
| pescoço                                        | aché-pikaúm                                            |
| água                                           | íti, ití; uágua                                        |
| fogo                                           | uachá                                                  |
| pau                                            | ip                                                     |
| céu                                            | pochó (wadirara)                                       |
| chuva                                          | imbuyat; íbuyat                                        |
| sol                                            | padí, káidi                                            |
| lua                                            | uadí                                                   |
| estrela                                        | adírava                                                |
| pedra                                          | ituá, wita                                             |
| cachoeira                                      | idído                                                  |
| morro                                          | toá                                                    |
| ilha                                           | tíam-á                                                 |
| noite                                          | kamisã                                                 |
| praia                                          | irará                                                  |
| mata                                           | taibí                                                  |
| onda                                           | bóro                                                   |
| vento                                          | káhü put put                                           |
| rio                                            | oyapók                                                 |
| luz                                            | í-dík                                                  |
| terra                                          | ípi                                                    |
| homem                                          | taín                                                   |
| mulher                                         | aó                                                     |
| pequena criança                                | bekí                                                   |
| rapaz                                          | bekí-tipít                                             |
| rapariga (pequena)                             | aó                                                     |
| pai                                            | bái                                                    |
| mãe                                            | aí                                                     |
| rede (para dormir)                             | edí, marabuibí                                         |
| corda da rede                                  | iniá-í                                                 |
| cuia                                           | wáresa                                                 |
| panela                                         | kurumánana                                             |
| baú                                            | épuniã                                                 |
| prato                                          | talít                                                  |
| vaso feito de ouriço de castanha               | eití                                                   |
| canastra feita de folhas de palmeira           | choá, wétina                                           |
| fita de entrecasca                             | idiá                                                   |
| terçado                                        | kura-pimpím                                            |
| machado                                        | kúr-á                                                  |
| faca                                           | kúra-ipít                                              |
| canivete                                       | ubulié (?)                                             |
| colher                                         | karachó                                                |
| arco                                           | vái                                                    |
| cana flecha                                    | lukumí                                                 |
| flecha empenada, para aves e macacos           | olóp, õp                                               |
| flecha (lisa) para peixe                       | nentúka, niéteoka, choká                               |
| espingarda                                     | nomão                                                  |
| conta (de vidro)                               | kaidá                                                  |
| bolsa para tabaco                              | edíp                                                   |
| tabaco                                         | iríp                                                   |
| folha de tabaco                                | iríp                                                   |
| remédio                                        | amãn                                                   |
| tosse, catarro                                 | pioró-ipí, peoró                                       |
| resina                                         | ídiá                                                   |
| gordura                                        | ichá                                                   |
| sal                                            | iké, yukudí                                            |
| farinha                                        | murinúm, molinóm                                       |
| mel                                            | apá, kirie-it, áto                                     |
| banana                                         | pauá                                                   |
| castanha-do-pará                               | erái, wa(i)nái                                         |
| canoa                                          | puba (poubá)                                           |
| remo                                           | purawá                                                 |
| vara                                           | ting-íp                                                |
| cuatá                                          | lék-kõ                                                 |
| macaco-prego                                   | távê                                                   |
| macaco-de-cheiro (jurupari)                    | kaíma                                                  |
| lontra                                         | auaré                                                  |
| onça                                           | miném, miné                                            |
| cutia                                          | umarí                                                  |
| paca                                           | ágí                                                    |
| capivara                                       | ué                                                     |
| veado                                          | idí                                                    |
| anta                                           | biú                                                    |
| caititu                                        | aité                                                   |
| inhambu (?)                                    | nyuri-nyuri-tá                                         |
| japu                                           | potió                                                  |
| anambé (provavelmente Cephalopterus ornatus)   | kaká                                                   |
| Thamnophilus aethiops punctuliger              | sónsonra                                               |
| Myrmotherula pygmaea                           | mainiá-dé                                              |
| bacurau                                        | bokuréu                                                |
| ariramba (martim-pescador)                     | uzí, usí                                               |
| tucano                                         | tyukáno                                                |
| papagaio                                       | aráu                                                   |
| pombo                                          | tikibé                                                 |
| mutum (Crax fasciolata)                        | itõn, uitõn                                            |
| jacu                                           | uakú                                                   |
| jacamim                                        | muikãn, waikãn                                         |
| cigana                                         | wákopat                                                |
| saracura                                       | sarakó                                                 |
| maguari                                        | ísoso (ízozo)                                          |
| passarão (jaburu-moleque)                      | mokóro                                                 |
| corocoró                                       | koró                                                   |
| gaivota                                        | charí                                                  |
| pássaro noturno ou batráquio (ouvido de noite) | naitú                                                  |
| jacaré                                         | ápad                                                   |
| jabuti                                         | poí                                                    |
| ovos de tracajá                                | poibiá-lobiá, dobiá-bohír                              |
| camaleão                                       | oití                                                   |
| batráquio                                      | moron                                                  |
| acará                                          | savaridía                                              |
| tucunaré                                       | pariá                                                  |
| jacundá                                        | warosá                                                 |
| traíra                                         | dátyuri                                                |
| jeju                                           | layuyuzí                                               |
| curimatá                                       | yarí                                                   |
| pacu                                           | itié                                                   |
| acari                                          | waíki                                                  |
| poraquê                                        | zofíra                                                 |
| arraia                                         | abóro(l)i                                              |
| Characinida (?)                                | techaráp                                               |
| Characinida                                    | itáu pak pak                                           |
| Characinida                                    | pauara á                                               |
| Characinida                                    | guarudá                                                |
| silurídeo                                      | urukúa                                                 |
| camarão                                        | kosiná                                                 |
| carrapato                                      | puriú                                                  |
| bicho-do-pé                                    | o                                                      |
| mutuca                                         | nántik                                                 |
| carapanã                                       | di                                                     |
| borboleta                                      | mániputput                                             |
| árvore                                         | kubé                                                   |
| cipó ou arbusto                                | ípi put put                                            |
| inajá                                          | wádiu ?                                                |
| yaury (?)                                      | dyó-dyok                                               |
| açaí                                           | tukanyéi                                               |
| açaí (a fruta?)                                | ápuim                                                  |
| cedro                                          | uenkutánema                                            |
| árvore da qual se fazem as ubás                | pa-ubá                                                 |
| fruto comestível de uma leguminosa             | isári                                                  |
| raiz comestível (marantácea)                   | hózin-á                                                |
| raiz comestível                                | hámai-pin                                              |
| inhame                                         | uedí ?                                                 |
| longe                                          | perirít                                                |
| perto                                          | puridúm                                                |
| pequeno                                        | tinga(i)pít                                            |
| não                                            | mãn                                                    |
| vamos                                          | eriná-teputã erínia-zé                                 |
| vamos dormir                                   | uahé                                                   |
| quero beber                                    | óye nantixín                                           |
| quero água                                     | bít-purukín                                            |
| quero comer                                    | dikandeián                                             |
| estou com fome                                 | yatínga kinán                                          |
| estou doente                                   | varínka-tit                                            |
| vamos depressa                                 | edileikate                                             |
| tenho medo                                     | pudimiá                                                |
| morrer                                         | ue-á                                                   |
| matar                                          | ziuaúkaka                                              |
| caçar                                          | atita bisáema                                          |
| pescar                                         | aiput-tí ?                                             |
| como chama?                                    | a(d)yúdya                                              |
| está doente?                                   | ókadin                                                 |
| derrubar uma árvore                            | éia-pák                                                |
| comer mel                                      | apak ókupinya                                          |
| beber água (ou: eu bebo água)                  | tití utéy u                                            |
| comer (ou: eu como)                            | ód(h)o                                                 |
| dormir (ou: eu durmo)                          | ú chéd                                                 |
| sentar (ou repousar)                           | áya-bík                                                |
| levantar (ou tirar a rede)                     | ai nyu nyúma                                           |
| nomes de homens                                | Topá, Kurélya, Maitumá, Apaisán                        |
| nomes de mulheres                              | Parimarú (abreviado em Pãpã), Kumaikarú, Umarú, Umaépo |